# Ліґа українців Канади
Ліга Українців Канади (ЛУК; англ. League of Ukrainian Canadians, LUC) — громадсько-політична та культурно-освітня організація українців діаспори в Канаді, заснована 1949 року.

## Історія
Ліга Українців Канади заснована під впливом Закордонних Частин ОУН (р) у Торонто 1949 року як Ліґа визволення України з метою об'єднати українців Канади в боротьбі за визволення України від комуністичного поневолення, пропагувати ідею її незалежності та суверенітету, протидіяти популяризації комуністичної ідеології та поширенню радянської пропаганди на територію Канади. Одним із засновників Ліги був Святослав Фроляк; від заснування до 1975 року головою був Роман-Богдан Малащук, від 1975 року до своєї смерті (1991) був почесним головою Ліги. На 1961 рік організація нараховувала 3000 членів.
Ліга визволення України брала участь у заснуванні Світового конгресу вільних українців (1967) та Світового українського визвольного фронту (1973). Також організація займалася розвитком українських шкіл, курсів, музики, мистецтва, науки. За підтримки Ліги було відзначено 50-річчя (1983) Голодомору та 1000-ліття хрещення Русі (1988).
Після 1991 року організація продовжує діяти в Канаді як організація української діаспори Канади. 1993 року Лігу визволення України перейменували в Лігу українців Канади.
Організація має 23 відділи в провінціях Альберта, Британська Колумбія, Квебек, Манітоба, Онтаріо і Саскачеван.
У 2022 році, після початку повномасштабного вторгнення Росії в Україну, організація допомагає багатьом українцям які зараз проживають у Канаді. 21 червня 2023 року Ліга взяла участь у протесті проти екоциду, здійснюваного Росією в Україні, зокрема проти підриву Каховської ГЕС, біля консульства Росії в Торонто.
Друкований орган Ліґи — газета «Гомін України» (заснована в грудні 1948 року).

## Мета
|                  | Популяризувати, зберігати та розвивати українську спадщину в Канаді, сприяючи розбудові незалежної, суверенної та демократичної української держави. |
| — офіційний сайт | |